# 조세

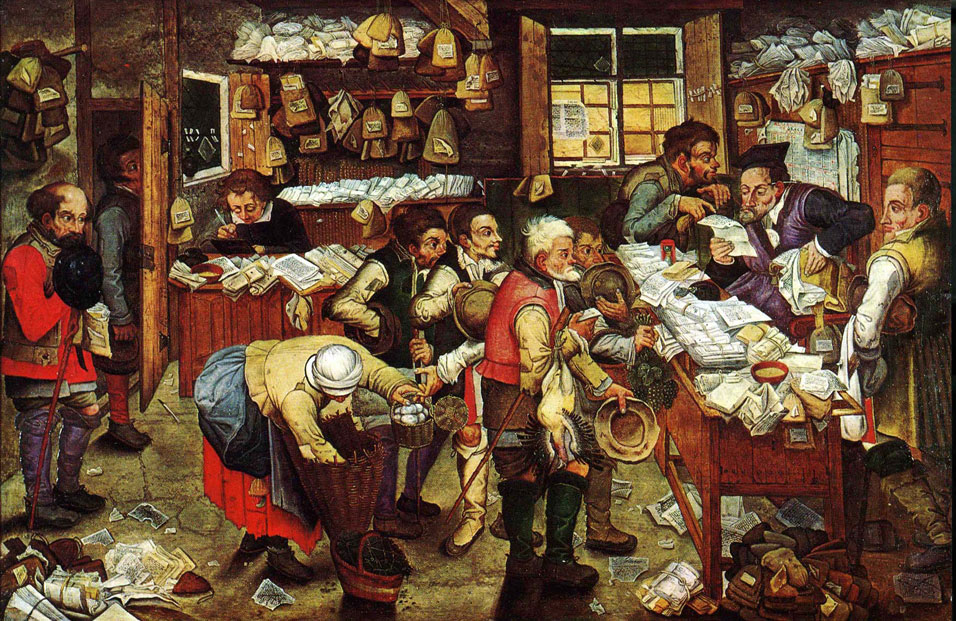

조세(租稅, 영어: tax) 또는 세금(稅金)은 국가 또는 지방자치단체가 특별급부에 대한 반대급부로서뿐만 아니라, 국가경비에 충당할 재정조달 목적으로 법률에 규정된 과세요건을 충족한 모든 자에 대하여 부과하는 금전급부를 말한다.
조세 징수 대상은 금전 등으로 하지만 그 가치를 가지는 노동으로 하기도 한다.
조세의 종류로는 과세권자에 따라 국세와 지방세로 나뉘며, 과세 방법에 따라 직접세와 간접세로 나뉜다.

## 역사
최초의 조세 체계는 기원전 3000~2800년 즈음 고대 이집트에서 이집트 고왕국의 첫 왕조 때 있었다.

## 원칙
조세는 사경제(私經濟)로부터 강제적으로 획득되는 것이기 때문에 어떠한 방식으로 받아들이는 것이 이상적인가 또한 그것을 어떠한 목적에 충당할 것인가에 대하여 기본적인 원칙을 세울 필요가 있다. 이것이 조세원칙이다. 그러나 이 원칙은 자본주의의 발전단계에 따라서도 또한 경제이론과의 관련에 있어서도 여러가지로 변천하여 현재는 ① 이익설 ② 능력설 ③ 희생설 ④ 사회최소가치설 등 네 가지 기본적인 견해로 정리되어 있는데 거의 이 순서에 따라 발전하여 왔음을 볼 수 있다.

### 사회최소가치설
희생설의 주장이 개인의 한계효용(限界效用)을 기준으로 했음에 대하여 이 설은 그 사회 전체의 입장에서 보아 각자의 소득이 얼마만한 크기의 사회가치가 작은 욕망을 충족하기 위한 것이라고 생각되는 것에는 무거운 세금을 부과한다고 하는 희생설과 같은 누진과세(累進課稅)의 견해이다. 그러나 고소득은 자본형성으로 향할 수도 있기 때문에 누진은 일정한 한도내에서 머물러야 한다고 하는 점도 동시에 고려할 필요가 있다.  이상 네 가지 견해는 모두가 조세론(租稅論)의 입장에 서 있는 것이다. 이에 대하여 조세가 국민경제에 미치는 경제효과라는 점에서 보아 조세는 경기를 안정시켜 완전고용의 달성에 이바지할 수 있도록 조절할 필요가 있다고 하는 거시적(巨視的) 경제이론의 입장에서도 조세원칙을 생각할 수가 있다. 이는 1930년대 자본주의의 장기침체의 현실을 배경으로 하여 케인스 이론에 입각한 한센(A.H. Hansen 1887∼1975)의 주장이다.  흔히 조세원칙이라고 할 때에는 앞에 든 네 가지가 기본적인 지도이념이지만 이것을 실제적인 과세(課稅)에 적용할 때에는 납세자의 심리와 징세기술(徵稅技術) 등 여러 가지를 고려하지 않으면 안 된다. 그래서 애덤 스미스는 이미 말한 능력의 원칙(스미스의 경우 평균의 원칙이라고도 말한다)을 합해서 과세의 명확성, 편의성, 최소 징세비 등 네 원칙을 세웠다. 바그너는 1. 재정정책상의 원칙(ⓐ 국가경비를 지출하는 데 충분한 수입, ⓑ 탄력성 있는 과세), 2. 국민경제상의 원칙(ⓒ 국민경제의 입장에서 보아 세원(稅源)을 바르게 선택할 것, ⓓ 부담해야 할 사람이 부담할 세종(稅種)을 선택할 것), 3. 공정의 원칙(ⓔ 보편적인 과세, ⓕ 능력에 따른 누진과세), 4. 세무행정상의 원칙(ⓖ 명확성, ⓗ 편의성, ⓘ 최소 징세비)이라고 하는 조세원칙의 체계화를 확립하였다.  조세원칙(租稅原則)은 이미 말한 바와 같이 자본주의의 발전단계에 따라 어떻게 해서 조세를 자본주의 국가의 요구에 맞추어 갈 것인가 하는 지도 원칙이다. 페티는 중상주의 시대, 스미스는 자유주의 시대, 바그너는 독일의 늦어진 특수사정도 있긴 하나 독점자본주의 시대, 한센은 자본주의의 일반적 위기의 시대에 각각 대응한 주장을 취했다고 하겠다.

### 희생설
이것은 수입이 높은 사람은 보다 큰 희생에 견딜 능력이 있다고 하는 사고방식에 입각하여 능력설의 능력을 주관적으로 본 것으로서 주관적 능력설이라고도 한다. 이것은 영국에서 처음 밀(J.S.Mill 1806∼1873)이 주창한 것인데 이 경우 개인에게 부과하는 희생을 가능한 한 균등하게 해야 한다는 밀의 견해(均等犧牲說)는 피구(A.C.Pigou 1877∼1959)에 의해서 국민경제 전체로서의 희생을 최소로 해야 한다는 주장(最小犧牲說)으로 고쳐졌다.  후자는 한계효용이론이 기초가 되어 있는데, 사람은 수입이 늘면 늘수록 한계효용은 체감하기 때문에 고소득자의 수입 중 한계효용이 낮은 부분에서 고율(高率)로 과세(課稅)해서 각자의 한계희생을 같게 한다면, 사회 전체의 희생을 최소로 할 수 있다고 하였다. 따라서 이를 최소희생설이라고 한다. 누진적 소득과세를 제창한 독일의 바그너도 이 입장에 서 있다.

### 이익설
조세를 납부하는 것은 국가에서 어떠한 이익을 받고 있기 때문이고, 따라서 받고 있는 이익의 대소에 따라 세금을 납부하는 것이 공평하다고 하는 견해이다. 문제는 국가가 부여하는 이익과 세액(稅額)의 사이를 어떠한 관계로서 결부시키는가 하는 점에 있는데, 양자간에 등가관계(等價關係)를 구하는 것은 비현실적인 가정이라 생각되고 있다. 페티(W. Petty 1623∼1682)는 그 이익을 개인이 소비하는 정도라고 하였으며, 따라서 소비에 비례한 소비세를 부과하는 것이 세금의 공평이라고 주장하였다. 이는 중상주의 시대의 사고방식을 반영하고 있다.

### 능력설
이것은 세금을 각자의 능력 즉 납세자의 부담능력에 따라 정하려고 하는 것이다. 이 능력은 애덤 스미스에 의하여 수입의 대소라고 생각되어 왔으나 그 수입도 수입 전체(總所得)가 아니고 차례로 수입에서 생활비를 공제한 잔액에 대하여 고려하게 되었고, 나아가서 소득의 종류(근로소득이나 재산소득)라든가 소득자의 경제적 사정 등을 고려에 넣어 능력을 측정해야 한다는 사고방식이 생겨났다.

## 조세의 종류

### 소득의 방법에 따른 조세의 종류
- 소득세 : 개인이나 법인이 일정한 기간에 얻은 재산에 대하여 책정되어 징세되는 조세.
- 소비세 : 소비재에 부과되어 징세되는 조세.

### 징세주기에 따른 조세의 종류
- 경상세 : 일정기간 규칙으로 징세되는 조세.
- 임시세 : 특별한 필요나 사정이 있는 일정기간에만 징세되는 조세.

### 용도에 따른 조세의 종류
- 보통세 : 일반 경비로 사용하기 위해 징세되는 조세.
- 목적세 : 특정 경비로 사용하기 위해 징세되는 조세.

### 다른 조세와의 연관성에 따른 조세의 종류
- 본세 : 조세의 근본이 되어 징세되는 조세.
- 부가세 : 다른 종류의 조세에 부가되어 징세되는 조세.

### 징세대상자의 소득에 따른 조세의 종류
- 누진세 : 과세 대상의 수량이나 가격이 증가함에 따라 점점 높은 세율을 적용하여 징세되는 조세.
- 역진세 : 과세 물건의 수량 또는 금액이 증가함에 따라 점점 낮은 세율을 적용하여 징세되는 조세.

### 징세대상에 따른 조세의 종류
- 인세 : 사람을 과세의 대상으로 하여 징세되는 조세.
- 물세 : 물건을 과세의 대상으로 하여 징세되는 조세.

### 과세비율에 따른 조세의 종류
- 종량세 : 물품의 무게나 길이, 용량에 따라 세율을 결정되어 징세되는 조세.
- 종가세 : 물품의 가격에 따라 세율이 결정되어 징세되는 조세.

### 세율에 따른 조세의 종류
- 비례세 : 모든 과세 대상의 크기에 관계없이 같은 세율로 징세되는 조세.
- 차율세 : 과세 대상의 크기에 따라 다른 세율로 징세되는 조세.

### 징세하는 기관에 따른 조세의 종류
- 국세 : 국가(중앙정부)가 징세하는 조세.
- 지방세 : 지방자치단체(지방정부)가 징세하는 조세

### 조세의 물품여부에 따른 조세의 종류
- 금납세 : 화폐로 징세되는 조세.
- 물납세 : 현물로 징세되는 조세.

### 직접세와 간접세
조세는 납부 방법에 따라 두 가지 종류로 나눌 수 있다. 하나는 납세자와 납세 의무자가 일치하는 것을 상정한 직접적인 조세다. 납세자가 국가 또는 지방 자치 단체에 직접 납부하는 것으로, 소득세, 법인세 등이 이에 해당한다. 또 하나는 납세자와 납세 의무자가 일치하지 않는 것을 상정하고 있는 간접세이다. 이것은 납세자가 직접 납부하되 납세 의무자인 사업자 등을 통해 납부하는 조세로 소비세, 주세 등이 이에 해당한다.
이렇게 직접세란 간접세의 차이는 납세자로부터 담세자에게로 조세 부담을 떠넘기느냐 여부에 따라 달라진다. 그러나 전가의 유무는 그 때의 경제적인 여러 상황에 따라 여러가지가 될 수 있으며, 이것을 가지고 직접세와 간접세 구분의 기준으로 삼는 것은 정확하지 않다는 비판이 있어왔다.
또한 납세의무자가 실제로 체감하는 것은 위의 설명과 종종 달라질 수 있다. 소득세는 직접세지만, 급여소득자(샐러리맨)의 경우 사업체인 기업이 원천징수 하여 국가에 납부하는 제도를 가지고 있기 때문에 급여소득자 스스로가 납세의무자라는 느낌은 별로 들지 않는다. 반대로 소비세는 간접세이지만, 일상적인 쇼핑 소비세액을 항상 의식하지 않을 수 없고, 스스로가 납세의무자인 것처럼 느껴진다.

### 국세와 지방세
조세는 과세권자에 따라 두 가지 종류로 나눌 수 있다. 하나는 국세이고, 다른 하나는 지방세이다. 지방세는 지방자치단체가 국가로부터 분여 받은 과세권에 기하여 지방재정수입에 충당하기 위하여 관할구역 내의 주민, 재산 또는 수익, 기타 특정행위에 대하여 아무런 대가적 보상 없이 강제적으로 과징하는 조세이다. 지방세는 과세권의 주체가 지방자치 단체인 점에서 과세권의 주체가 국가인 국세와 구별되고, 지방세는 다시 과세권의 주체에 따라 도세(道稅)와 시·군세(市·郡稅)로 구분되며, 그 수입의 용도에 따라 재원별로 구분하여 일반재원에 충당되는 것을 보통세라 하고, 특정 목적에 충당되는 것을 목적세라 한다

### 내국세와 관세
조세는 내국세와 관세로 구분된다. 내국세 중 국세는 국세청(국세청, 세무서)이 담당을 하고, 지방세는 지방자치 단체 세무 부서에 의해 부과징수되는 반면, 관세는 세관에 의해 부과징수 된다.

## 입법례
조세법률주의에 관한 입법례로는 일 년세주의와 영구세주의가 있다.
- 일년세주의: 국가나 지방자치단체가 조세를 부과·징수하기 위해서는 국회가 그에 관한 법률을 연도마다 새로이 제정하여야 하는 주의
- 영구세주의: 국회가 일단 법률을 제정하면, 그 법률에 따라 국가나 지방자치단체가 매년 계속하여 조세를 부과 징수할 수 있는 주의

## 공과금
법인이 사업 연도에서 지출하게 되는 각종 조세, 공과금 등은 기업회계에서는 손비나 세무회계에서는 소득금액 계산에 있어 손금으로 인정하는 것과 인정히 않는 것이 있다. 법인세법에서는 각 사업 연도에 납부하였거나 납부할 법인세(외국법인세액 포함) 또는 소득할 주민세와 각 세법에서 규정하는 의무불이행으로 인하여 납부하였거나 납부할 세액(가산세 포함) 및 부가가치세의 매입세액(부가가치세가 면제되거나, 동시행령 제24조의 2에 규정된 세액은 제외)과 벌금·과료·과태료·가산금·체납처분비·공과금 중 동시행령 제25조에 규정된 것 이외의 공과금은 손금에 산입하지 않고 있다.

## 경제적 효과
어떤 특정 재화가 거래되는 시장에서 조세가 부과되는 경우에는 초과 부담(excess burden)이 발생한다. 이는 조세가 생산자 또는 소비자 누구에게 부과하든지 그 경제적인 효과는 동일하다. 거래에 대하여 조세가 부과되면 생산자와 소비자의 경제적 잉여가 감소하고 그 감소된 잉여는 일부는 정부의 조세 징수로 정부에게 귀속되나, 일부는 누구에게도 귀속되지 않고 사라지는 경제의 비효율성이 발생하는데, 이러한 감소된 잉여분을 초과 부담 또는 사중손실(死重損失, deadweight loss), 혹은 자중손실이라고도 한다.

## 국가별 조세 제도
- 대한민국의 조세[2]
- 북한의 조세(영어판)
- 미국의 조세(영어판)
- 영국의 조세
- 프랑스의 조세(영어판)
- 독일의 조세(영어판)
- EU의 부가가치세, EU VAT
- 러시아의 조세(영어판)
- 중국의 조세(영어판)
- 대만의 조세(영어판)
- 홍콩의 조세[3]
- 일본의 조세(영어판)

## 같이 보기
- 조세 정책
- 조세평등주의
- 조세법률주의
- 직접세
  - 누진적 직접세(progressive direct tax)
- 간접세
- 자본이득(영어판)
  - 자본이득세(en:Capital gains tax, CGT)
- 국세청(NTS)
- 홈택스(HomeTax)
- 원천징수
- 세계의 세율
- 국적포기세
- 창문세(영어판)
- 벽돌세(영어판)
- 유리세(영어판)
- 벽지세(영어판)
- 난로세(영어판)